# منسکین
مانِسکین (به دانمارکی: Måneskin)(به معنای نور ماه)، یک گروه موسیقی راک ایتالیایی است. مانسکین به عنوان نماینده ایتالیا در یوروویژن ۲۰۲۱ شرکت کرد و برای آهنگ Zitti e buoni به مقام نخست دست یافت. همچنین در یوروویژن سال ۲۰۱۷ به مقام سوم دست یافتند.
نام گروه در زبان دانمارکی به معنای مهتاب و نور ماه است که توسط ویکتوریا دی آنجلیس، بیسیست گروه که دورگهٔ ایتالیایی و دانمارکی است انتخاب شده. دامیانو دیوید خوانندهٔ اصلی، توماس راگی گیتاریست و اتان ترکیو درامر، دیگر اعضای گروه هستند.

## تاریخچه

#### ۲۰۱۵–۲۰۱۶
دامیانو داوید، ویکتوریا دی آنجلیس و توماس راگی برای اولین بار در دوران دبیرستان خود در رم یکدیگر را به عنوان دانش آموز ملاقات کردند، و اتان تورچیو از فروزینونه در همان نزدیکی به زودی به آن‌ها ملحق شد، هنگامی که آن‌ها در فیس‌بوک در یک آگهی برای یک درامر پرس‌وجو کردند.  اگرچه منشأ گروه را می‌توان در سال ۲۰۱۵ ردیابی کرد، ولی گروه رسماً در سال ۲۰۱۶ تشکیل شد، زمانی که اعضا باید نام گروه را انتخاب می‌کردند زیرا تصمیم گرفته بودند برای Pulse، یک مسابقه موسیقی محلی برای گروه‌های جدید ثبت نام کنند. در حین طوفان فکری، هم‌گروهی‌های ویکتوریا دی آنجلیس، که نیمه دانمارکی است، از او خواستند برخی از کلمات دانمارکی را بگوید، و آن‌ها با Måneskin ("مهتاب") موافقت کردند، اگرچه معنای آن به خود گروه مربوط نمی‌شود و این اسم کاملاً تصادفی است. مسابقه نقطه عطفی در حرفه مانسکین بود، زیرا آن‌ها مجبور بودند شروع به نوشتن آهنگ‌های خود کنند. این رقابت باعث شد که آن‌ها در باشگاه و مدرسه موسیقی فلت در مقابل ۲۰۰ تا ۳۰۰ نفر اجرا کنند و بعداً جایزه اول را به دست آوردند.
آن‌ها بعداً در خیابان‌های ناحیه Colli Portuensi رم و همچنین در مرکز تاریخی رم، از جمله در Via del Corso، به عنوان buskers اجرا کردند. یکی از اولین کنسرت‌های زنده آن‌ها در خارج از شهر زادگاهشان در Faenza، در نشست سال ۲۰۱۶ شرکت‌های ضبط مستقل برگزار شد. تقریباً ۳۰ نفر در این نمایش حضور داشتند. پس از سفر به دانمارک، که در طی آن گروه همچنین برخی از برنامه‌های زنده را اجرا کرد، انسجام مانسکین تقویت شد و آن‌ها شروع به نواختن چندین ساعت در روز با هم کردند.

### ۲۰۱۷–۲۰۱۹
در سال ۲۰۱۷، آنها در یازدهمین فصل از برنامه استعدادیابی ایتالیایی X Factor، تحت هدایت مربی مانوئل آنیلی شرکت کردند و پس از لورنزو لیسیترا در جایگاه دوم قرار گرفتند. در آنجا «Beggin'» از Four Seasons, "Take Me Out» اثر فرانتس فردیناند، و «Somebody Told Me» از The Killers را پوشش دادند. آهنگ اصلی که آن‌ها در طول نمایش اجرا کردند، "choesn"، به عنوان یک تک آهنگ در ۲۴ نوامبر ۲۰۱۷ توسط سونی موزیک منتشر شد و در رتبه دوم جدول تک آهنگ‌های FIMI ایتالیا قرار گرفت. در بازی توسعه‌یافته با همین عنوان که در اواسط دسامبر ۲۰۱۷ منتشر شد و عمدتاً شامل کاورهایی بود که قبلاً در طول نمایش زنده X Factor اجرا شده بود، گنجانده شد. EP بعداً توسط FIMI گواهی دو برابر پلاتین دریافت کرد.
در ۲۳ مارس ۲۰۱۸، گروه اولین تک آهنگ ایتالیایی زبان خود، "Morirò da re" را منتشر کرد، که به موفقیت تجاری خود ادامه داد. اولین آلبوم کامل استودیویی مانسکین، با حضور "Morirò da re" و قبل از آهنگ تصنیف "Torna a casa"، در ۲۶ اکتبر ۲۰۱۸ منتشر شد. هر دو آلبوم، با عنوان Il ballo della vita، و تک آهنگ "Torna a casa" در صدر جدول در ایتالیا قرار گرفتند. برای تبلیغ این آلبوم، گروه یک فیلم مستند با عنوان This Is Måneskin به صورت تئاتری منتشر کرد. این فیلم در تاریخ ۲۶ اکتبر ۲۰۱۸ در ایتالیا به نمایش درآمد.
در ژانویه ۲۰۱۹، گروه چهارمین تک آهنگ خود را با نام Fear for Nobody منتشر کرد، در حالی که در آوریل ۲۰۱۹ پنجمین تک آهنگ آن‌ها به نام L'altra dimensione به رتبه چهارم جدول تک آهنگ‌های FIMI رسید. ششمین تک آهنگ آن‌ها "Le parole lontane" که در سپتامبر ۲۰۱۹ منتشر شد، به رتبه ۵ برتر جدول تک آهنگ‌های FIMI رسید و گواهی پلاتین دریافت کرد. در طول اولین تور خود که بین سال‌های ۲۰۱۸ و ۲۰۱۹ برگزار شد، آن‌ها بیش از ۷۰ تاریخ را به همراه فروش بیش از ۱۴۰۰۰۰ بلیت فروختند، رقمی که شامل اولین تور اروپایی آن‌ها با یازده تاریخ فروش در اسپانیا، فرانسه، سوئیس و آلمان می‌شود.

#### ۲۰۲۰–اکنون
از اواخر سال ۲۰۱۹ تا بهار ۲۰۲۰، گروه در لندن زندگی می‌کردند و در آنجا روی سبک موسیقی و مواد جدید خود کار می‌کردند. در اکتبر ۲۰۲۰، هفتمین تک آهنگ آن‌ها "Vent'anni" منتشر شد. در ۶ مارس ۲۰۲۱، گروه با آهنگ "Zitti e buoni" در جشنواره موسیقی Sanremo 2021، بالاتر از فرانچسکا میچیلین،فدز و ارمال متا، برنده جشنواره موسیقی Sanremo شد. پیروزی آن‌ها توسط بسیاری به عنوان یک شگفتی تلقی می‌شد، زیرا راک به عنوان یک سبک موسیقی رقابتی غیر معمول در تاریخ جشنواره در نظر گرفته می‌شود. قبل از Sanremo، گروه پروژه ضبط جدید خود را با عنوان Teatro d'ira با دومین آلبوم استودیویی در ۱۹ مارس ۲۰۲۱ منتشر کرد.